# Veintiuna exigencias
Las Veintiuna exigencias (対華二十一ヵ条要求 Taika Nijyūichikkajō Yōkyū?), (en chino tradicional, 二十 一个 条 项) fueron un conjunto de imposiciones hechas por el Imperio de Japón durante el gobierno del primer ministro Okuma Shigenobu, presentadas al Gobierno nominal de la República de China el 18 de enero de 1915, y que condujeron a la firma de dos tratados entre los dos países el 25 de mayo de 1915.

## Antecedentes

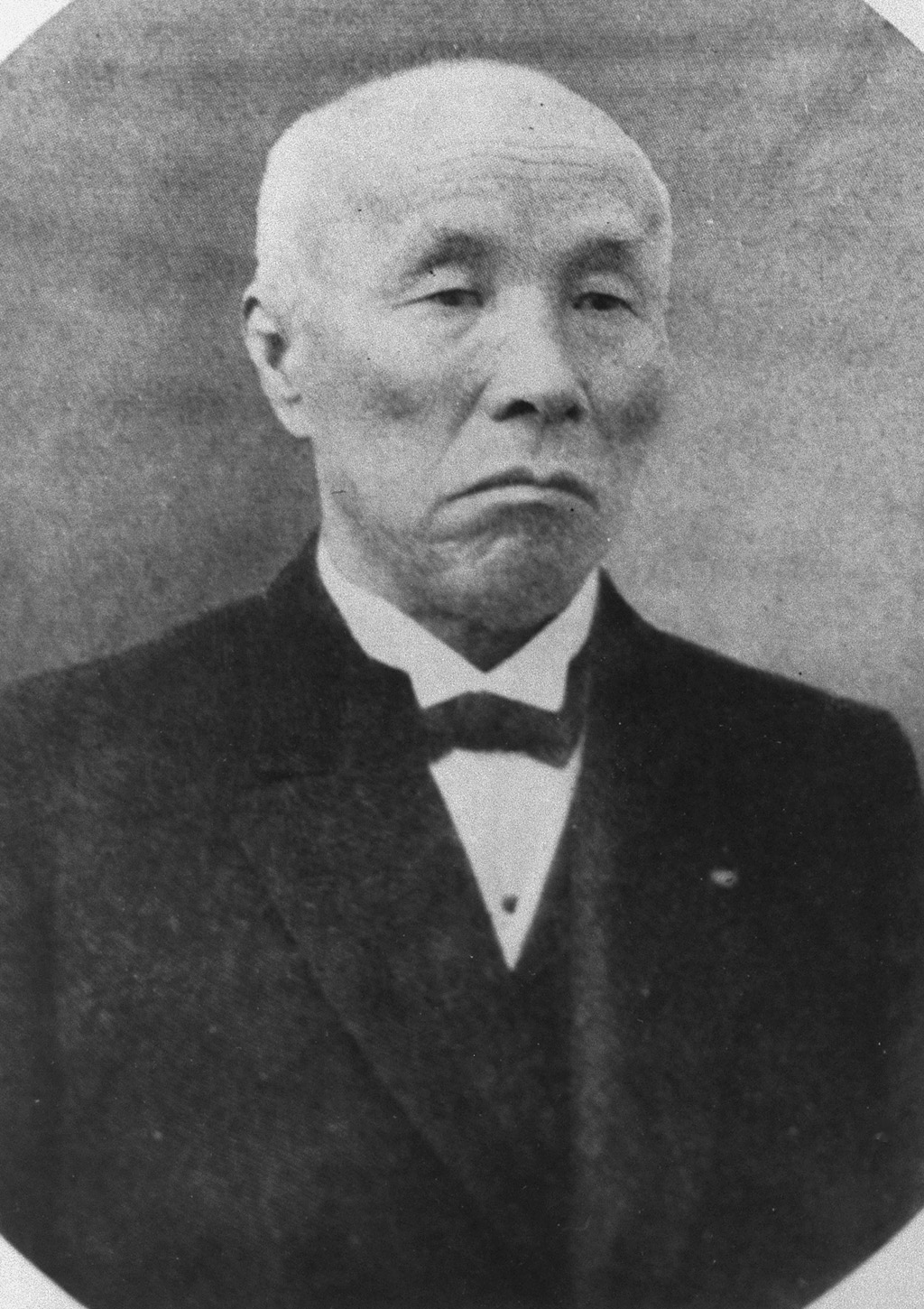
El primer ministro japonés Ōkuma Shigenobu, cuyo Gobierno redactó las Veintiuna Exigencias.

Japón había logrado una gran esfera de influencia en el norte de China y Manchuria gracias a sus victorias en la primera guerra sino-japonesa y en la guerra ruso-japonesa, sumándose a las potencias imperialistas europeas en la competición para establecer su dominio político y económico sobre China. Con el derrocamiento de la dinastía Qing a causa de la Revolución de Xinhai y el establecimiento de la nueva República de China, controlada por el general Yuan Shikai, Japón vio una oportunidad para mejorar su posición en China.
Según Sun Yat-sen, adversario decidido de Yuan, las Veintiuna exigencias fueron solicitadas e incluso redactadas por el propio Yuan Shikai, siendo el precio que este pagó a Japón para que le reconociese como emperador. Parece que al menos los representantes japoneses insinuaron a Yuan que la aceptación de sus exigencias le aseguraría el poder en China.
A pesar de que China se unió al bando de los Aliados en la Primera Guerra Mundial, los japoneses exigieron la entrega de las concesiones alemanas en China y la concesión de derechos económicos especiales a los ciudadanos japoneses que residían en ciertas regiones chinas.

## Las negociaciones iniciales
El Gobierno japonés del primer ministro Ōkuma Shigenobu, siendo ministro de Asuntos Exteriores Katō Takaaki, elaboró el borrador inicial de las Veintiuna Reivindicaciones, que fue revisado por el emperador Taishō y el genrō y aprobado por la Dieta. Esta lista de exigencias se presentó a Yuan Shikai el 18 de enero de 1915, advirtiéndosele de las graves consecuencias para China si eran rechazadas.
Las Veintiuna exigencias se repartían en cinco grupos:
- Grupo 1: confirmaba las recientes adquisiciones de Japón en la provincia de Shandong y ampliaba la esfera de influencia japonesa sobre los ferrocarriles, costas y las principales ciudades de la provincia.
- Grupo 2: se refería a la zona del ferrocarril del Sur de Manchuria, extendiendo su arrendamiento al siglo xxi; la ampliación de la esfera de influencia japonesa en el sur de Manchuria y en el este de la Mongolia Interior, incluyendo derechos de colonización y extraterritorialidad; la designación de asesores financieros y administrativos para estos territorios quedaba supeditada al permiso japonés; y la concesión de prioridad a las inversiones japonesas en esas zonas.
- Grupo 3: otorgaba el control a Japón del complejo minero-metalúrgico de Hanyeping, que se hallaba profundamente endeudado con Japón.
- Grupo 4: prohibía a China otorgar más concesiones costeras o insulares a las potencias extranjeras, excepto a Japón.
- Grupo 5: recogía un conjunto heterogéneo de reivindicaciones, que iban desde el nombramiento de asesores japoneses al Gobierno central chino al control de la policía china (lo que suponía inmiscuirse en la soberanía de China) o permitir que predicadores budistas japoneses pudiesen llevar a cabo actividades misioneras en China.

Consciente de la reacción negativa que causaría el quinto grupo, Japón trató inicialmente de mantener secreto su contenido. El Gobierno chino, por su parte, intentó alargar las negociaciones todo lo posible y finalmente filtró el contenido completo de las exigencias japonesas a las potencias europeas con la esperanza de que la sensación de amenaza a sus intereses podría ayudar a contener las ambiciones de Japón. La acción japonesa desató una ola nacionalista antijaponesa en China y ahondó la desconfianza de los Estados Unidos y el Reino Unido hacia Japón.

## El ultimátum japonés
Tras el rechazo chino de la propuesta revisada japonesa el 26 de abril, el genrō intervino y eliminó el quinto grupo de exigencias, que habían sido las de más difícil aceptación para el Gobierno chino. Los artículos originales se sustituyeron por 23, más cortos y detallados, eliminándose como exigencias las más duras, las agrupadas en el apartado quinto. La respuesta china del 1 de mayo de 1915 no satisfizo al Gobierno japonés, al no aceptar parte de las nuevas reivindicaciones.
Así un nuevo conjunto de «Trece Exigencias» se transmitió el 7 de mayo en forma de ultimátum al Gobierno chino, con un plazo de dos días para responder. Los artículos del grupo quinto se retiraban del documento, pero únicamente para ser negociados más adelante. Yuan Shikai, que competía con otros caudillos militares por convertirse en el gobernante de toda China, no estaba en condiciones de arriesgarse a una guerra con Japón y aceptó, tratando de apaciguar al imperio, táctica seguida más tarde por sus sucesores. El tratado fue firmado finalmente por ambas partes el 25 de mayo de 1915.
Katō Takaaki admitió públicamente que el ultimátum fue solicitado por Yuan para salvar su prestigio ante el pueblo chino cuando cediese a las exigencias. El embajador estadounidense Paul Reinsch informó al Departamento de Estado de que los chinos se sorprendieron por la blandura del ultimátum, ya que exigía mucho menos de lo que ya se habían comprometido a conceder.

## Consecuencias

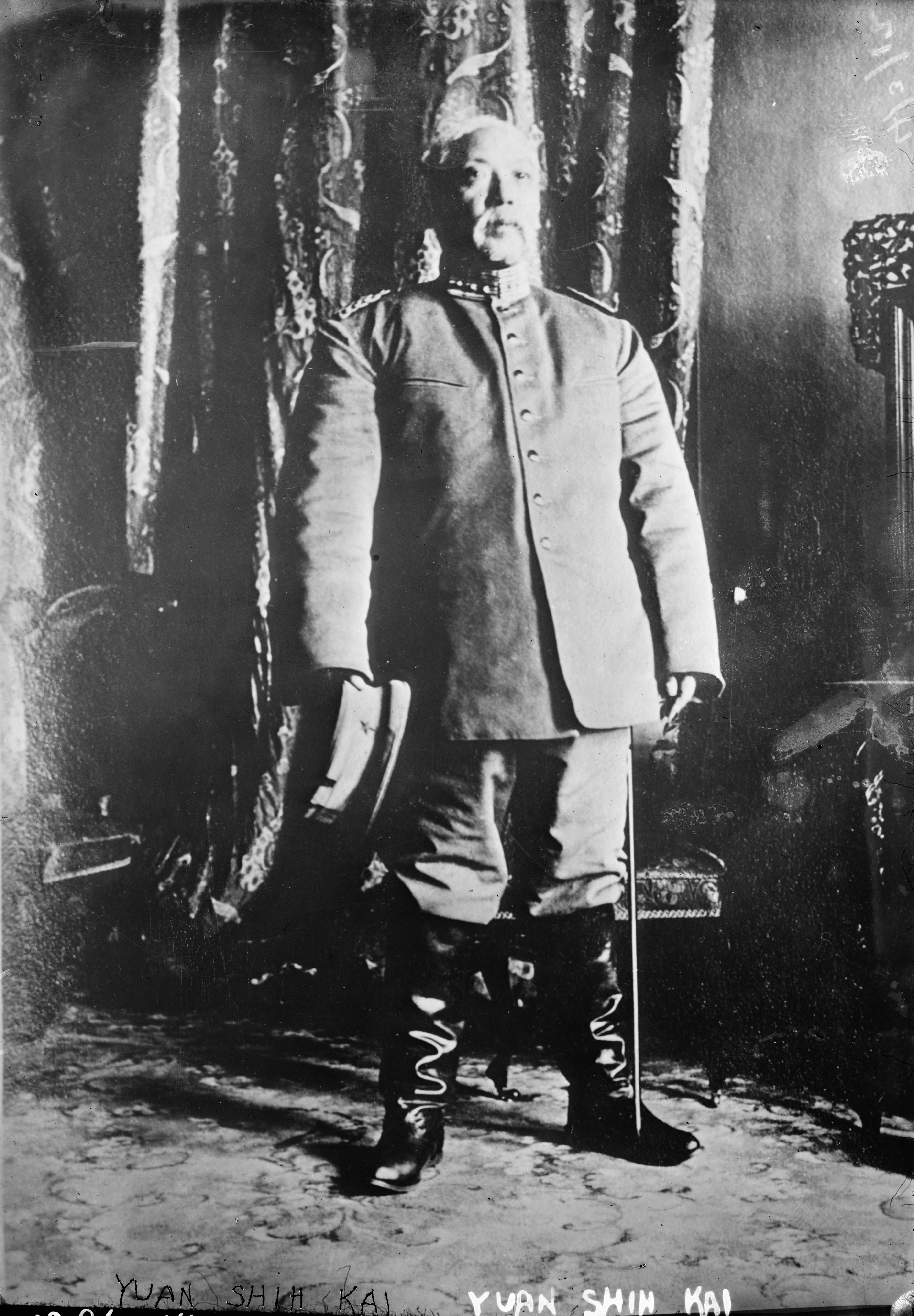
El presidente chino Yuan Shikai, que se avino a aceptar las exigencias japonesas.

Según los observadores contemporáneos y la mayoría de los estudios posteriores, las Exigencias supusieron una prueba clara del militarismo depredador de Japón, a pesar de que la impresión en los círculos nipones era de que el acuerdo simplemente formalizaba anteriores pactos y ayudaba a cumplir el deseo de los industriales chinos de reforzar los lazos con Japón.
Los Estados Unidos expresaron su gran disgusto al rechazo japonés a la política de puertas abiertas en China. En la nota publicada por  el Secretario de Estado de los Estados Unidos,  William Jennings Bryan, el 13 de marzo de 1915, los Estados Unidos, a la vez que admitían los «intereses especiales» de Japón en Manchuria, Mongolia y Shandong, expresaban su preocupación por los posibles nuevos ataques a la soberanía china.
El aliado más estrecho de Japón en ese momento, el Reino Unido de Gran Bretaña e Irlanda, también expresó su preocupación por lo que se percibía como una actitud dominante e intimidatoria de la diplomacia japonesa. El Foreign Office británico, en particular, no estaba satisfecho con los intentos japoneses de establecer lo que en la práctica era un protectorado japonés sobre toda China.
Posteriormente, los Estados Unidos y Japón trataron de alcanzar una solución intermedia, lo que condujo al Acuerdo Lansing-Ishii de 1917, que fue confirmado por la Conferencia de Paz de París en 1919.
En China , el impacto político de las maniobras de Japón fue muy negativo, aumentó considerablemente el sentimiento antijaponés en China, dio lugar al llamado Movimiento del Cuatro de Mayo, y favoreció el crecimiento significativo del nacionalismo.
Japón continuó presionando para obtener el control directo de la provincia de Shandong y logró el reconocimiento diplomático europeo a su ambición en el Tratado de Versalles (a pesar de la negativa de la delegación china a firmar el tratado). Esto a su vez provocó el disgusto estadounidense, así como la hostilidad generalizada dentro de China. Entre los efectos directos de esta concesión se contó un boicoteo a gran escala de los productos japoneses.